# Dorothea Geilinger

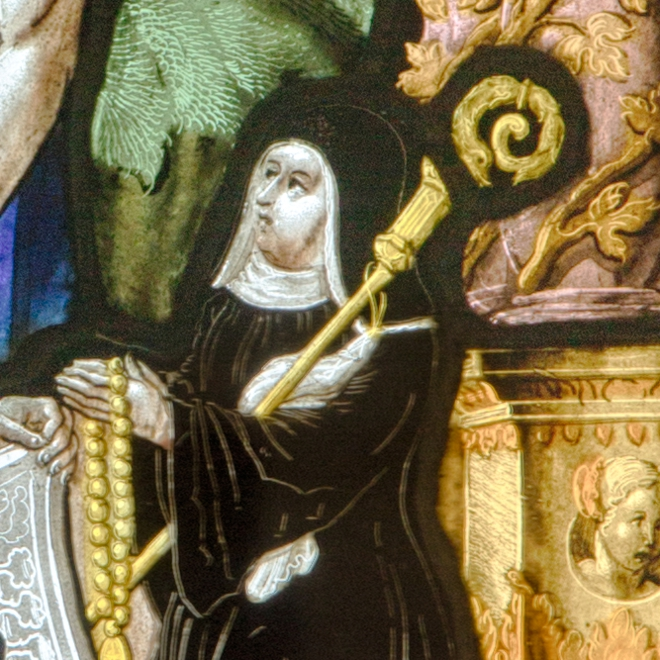
Dorothea als Stifterin der Wappenscheibe von 1563

Dorothea Geilinger (reg. 1550 in Winterthur; † 1571 in Kloster Magdenau) war eine Äbtissin des 1244 gegründeten Zisterzienserklosters Magdenau im Kanton St. Gallen in der Schweiz.

## Leben und Wirken
Dorothea Geilinger war seit 1550 als Äbtissin Nachfolgerin ihrer Tante Elisabeth Geilinger. Das Kloster Magdenau, welches dem Kloster Wettingen unterstand, war erst nach kurzem Unterbruch mit Elisabeths Vorgängerin Afra Schenk wiederentstanden und kam unter der Regentschaft der beiden Geilinger zur Blüte. Dorothea verstand es, durch innere Reform und geschickte Verhandlungspolitik teils verloren gegangene Rechtstitel und Wirtschaftsgüter zurückzuerlangen, wie beispielsweise die lukrative Kollatur der Pfarrkirche Oberglatt.
Über ihre Herkunft ist heute nichts mehr bekannt. Sie verstarb im 21. Jahr als Äbtissin, kurz nachdem sie von ihrem Abtvater Christoph Silberysen das Recht erhalten hatte, ihrer Base ihr Vermächtnis zu geben.
Dorothea Geilinger hat in den Jahren 1563 und 1567 drei nahezu identische Wappenscheiben aus der Hand des Glasmalers Niklaus Bluntschli befreundeten Frauenklöstern gestiftet. Das Wettinger Bildfenster ist heute noch dortselbst zu sehen, während die andere Scheibe aus 1563 wahrscheinlich nach Tänikon ging. Später gehörte sie zur Sammlung Vincent in Konstanz und ist heute verschollen. Die vier Jahre später entstandene dritte Scheibe ging zunächst womöglich ins Zisterzienserinnenkloster Feldbach bei Steckborn und war später im Schlossmuseum Berlin ausgestellt, überdauerte jedoch den Zweiten Weltkrieg nicht. Die Wappenscheibe in Wettingen zeigt Äbtissin Dorothea kniend am rechten, unteren Bildrand. Die etwas manieristische Darstellung ist charakteristisch für den Künstler Bluntschli.